# Karakoçan
Karakoçan (kurdisch Dep; früher Oxu, von armenisch für „mit Trauben“) ist eine Stadt und ein gleichnamiger Landkreis in der türkischen Provinz Elâzığ. Die Stadt liegt in der Mitte zwischen den Provinzhauptstädten Tunceli und Bingöl, etwa 102 Straßenkilometer nordöstlich von Elâzığ.

## Geographie
Der Landkreis Karakoçan ist der nördlichste Kreis der Provinz. Er grenzt im Süden an den Kreis Kovancılar. Die übrigen Grenzen bilden die Kreise der Provinzen Tunceli im Nordwesten und Westen sowie Bingöl im Norden und Osten.
Flächenmäßig ist es mit 1049 km² der drittgrößte Kreis und in der Bevölkerungsliste steht er mit 28.434 Einwohnern ebenfalls an dritter Stelle. Mit seiner Bevölkerungsdichte von 27 Einwohnern je Quadratkilometer erreicht er nicht einmal die Hälfte des Provinzdurchschnitts (63 Einwohner je km²).
Die durchschnittliche Höhe beträgt etwa 1090 m. Hohe Berge des Landkreises sind der Kuruca Dağı (Kirûcê) (2372 m) und der Kızıldağ (1538 m), der Tor (1615 m), der Celo Dağı (1594 m) und der Mezragazi (1450 m).
Flüsse sind der Peri, der Kuşçu und der Ohi. Es gibt mehrere Staudämme, unter anderem den Özlüce-Staudamm, den Kalecik-Staudamm und den 2015 in Betrieb genommenen Pembelik-Staudamm.
Bis Anfang des 20. Jahrhunderts war es ein von Armeniern bewohnter Ort. Heute bilden Kurden die Mehrheit der Bevölkerung, darunter auch Zaza. Neben der Mehrheit an Sunniten gibt es auch Aleviten. Bis zum Völkermord an den Armeniern im Ersten Weltkrieg lebten noch christliche Armenier hier.
Der Kreis umfasste 2020 neben der Kreisstadt (mit 51,43 % der Landkreisbevölkerung) noch eine weitere Gemeinde (Belediye) Sarıcan mit 2099 Einwohnern. Außerdem gehören noch 88 Dörfer (Köy) mit durchschnittlich 133 Bewohnern zum Kreis, unter ihnen ist Bulgurcuk mit 848 Einwohnern das größte Dorf.

## Geschichte
Obwohl Karakoçan zu den Reichen der Hethiter und der Urartäer gehörte, findet man keine bedeutenden archäologischen Spuren dieser Völker. Später herrschten hier die Meder, die Perser und danach die Römer und Byzantiner. Im heutigen Dorf Kalecik und in dessen Umgebung findet man einige Felsgräber aus römischer Zeit. Karakoçan lag im heftig umkämpften Grenzgebiet von Rom und dem Reich der Parther und später der Sassaniden.
Der türkische Historiker Ali Kemali schrieb in seinem Erzincan Tarihi (deutsch: Geschichte Erzincans), dass Karakoçan zur Zeit des Kalifen Umar durch den General Chālid ibn al-Walīd erobert wurde. In dem Gebiet fanden mehrere Schlachten zwischen Arabern und Byzantinern, Arabern und Iranern und Arabern und Türken statt.
Der seldschukische Kommandant Türkmen Çubuk Bey eroberte 1107 die Gebiete von Harput, Palu, Çemişgezek, Arapgir, Eğin und auch Karakoçan. Sultan Kai Kobad I. machte Karakoçan zum Teil seines Sultanats von Rum. Nachdem die Seldschuken gegen die Mongolen in der Schlacht vom Köse Dağ unterlagen, kontrollierten die Ilchane Karakoçan. Nach den Ilchanen herrschten hier die Aq Qoyunlu und später die Safawiden. Der Osmane Selim I. konnte die Safawiden besiegen und aus Ostanatolien verdrängen. Seitdem war Karakoçan bis 1923 Teil des Osmanischen Reiches.
Als der Erste Weltkrieg ausbrach und die russische Armee bis Kiğı vordrang, hatte Karakoçan als Stützpunkt der zweiten osmanischen Armee eine wichtige Position. Zur zweiten Armee gehörten Mustafa Kemal und İsmet İnönü. Im Zuge des Türkischen Befreiungskrieges gründete sich in Erzurum die Vilayet-i Şarkiyye Müdafa-i Hukuk Cemiyeti – Gesellschaft der östlichen Vilayets zur Verteidigung der Rechte. Gründer war der aus Karakoçan stammende Anwalt Hüseyin Avni Ulaş Bey. Er war Mitglied des letzten osmanischen Parlamentes und erster Abgeordneter von Erzurum – Karakoçan war zu der Zeit Teil der Provinz Erzurum – in der Großen Nationalversammlung der Türkei.
Der Landkreis wurde 1936 geschaffen. Die Bezirke (Nahiye) Çan aus dem Landkreis Kiğı (Provinz Bingöl) und die Bezirke Ohi und Lahan aus dem Landkreis Palu wurden zu Karakoçan vereinigt. Der Landkreis Karakoçan wurde in die drei Bucaks Başyurt (Volkszählung 2000: 5.491 Einwohner), Merkez (12.572) und Çan (2.966) unterteilt.

## Galerie

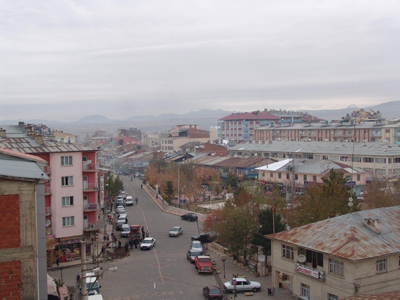
Straßenszene aus Karakoçan
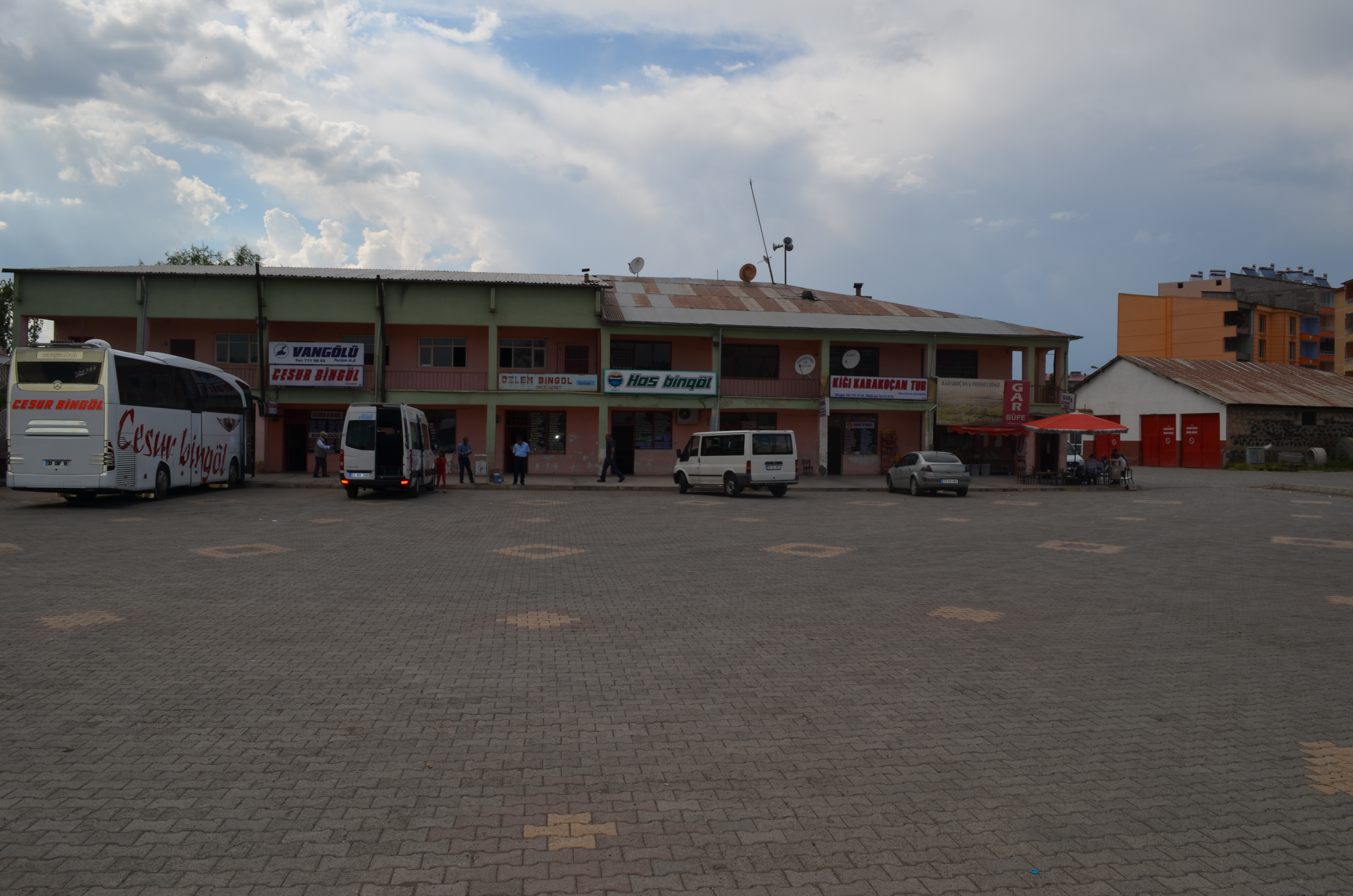
Der Reisebusbahnhof
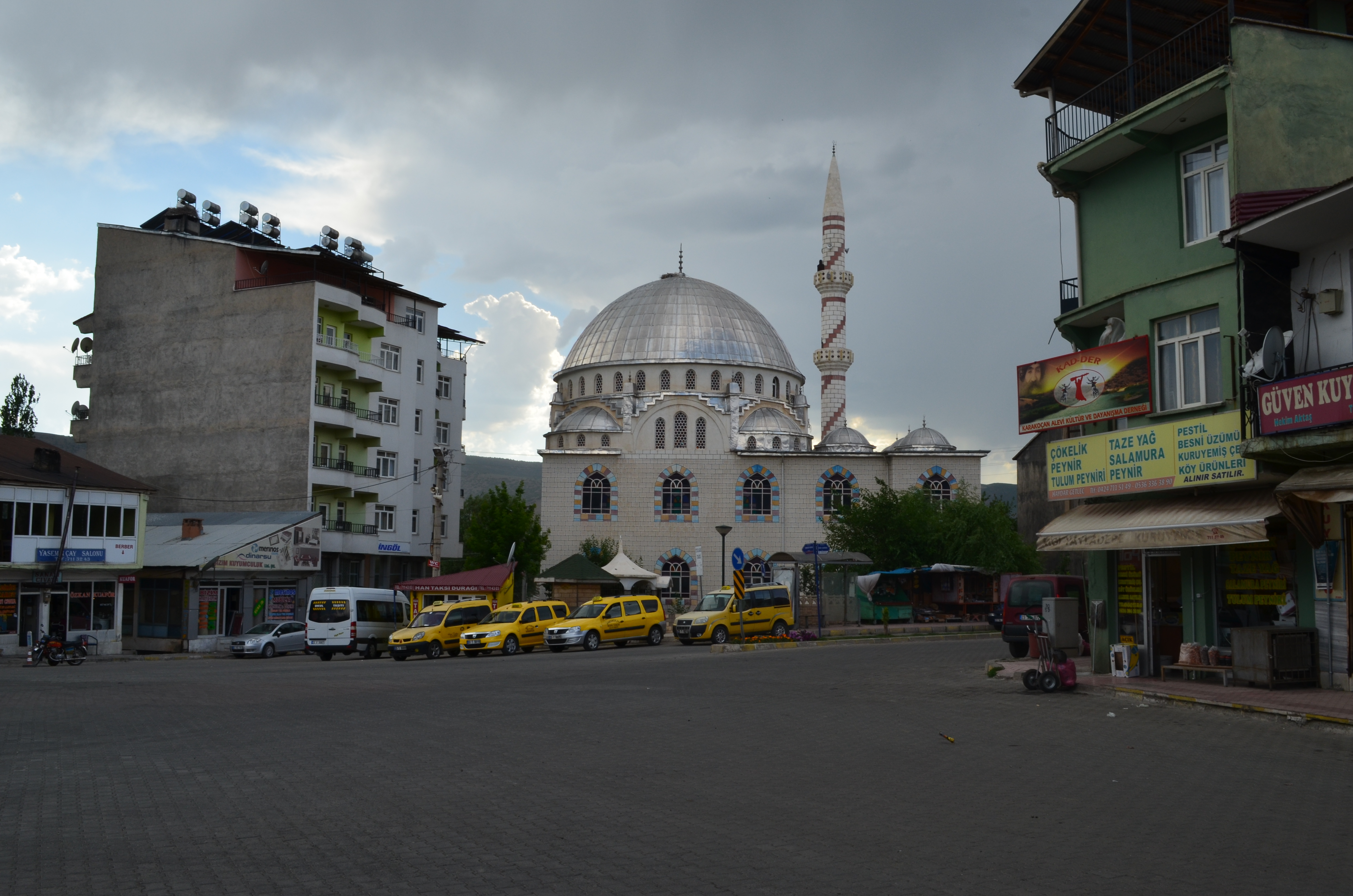
Die İbrahimiye Camii im Stadtzentrum
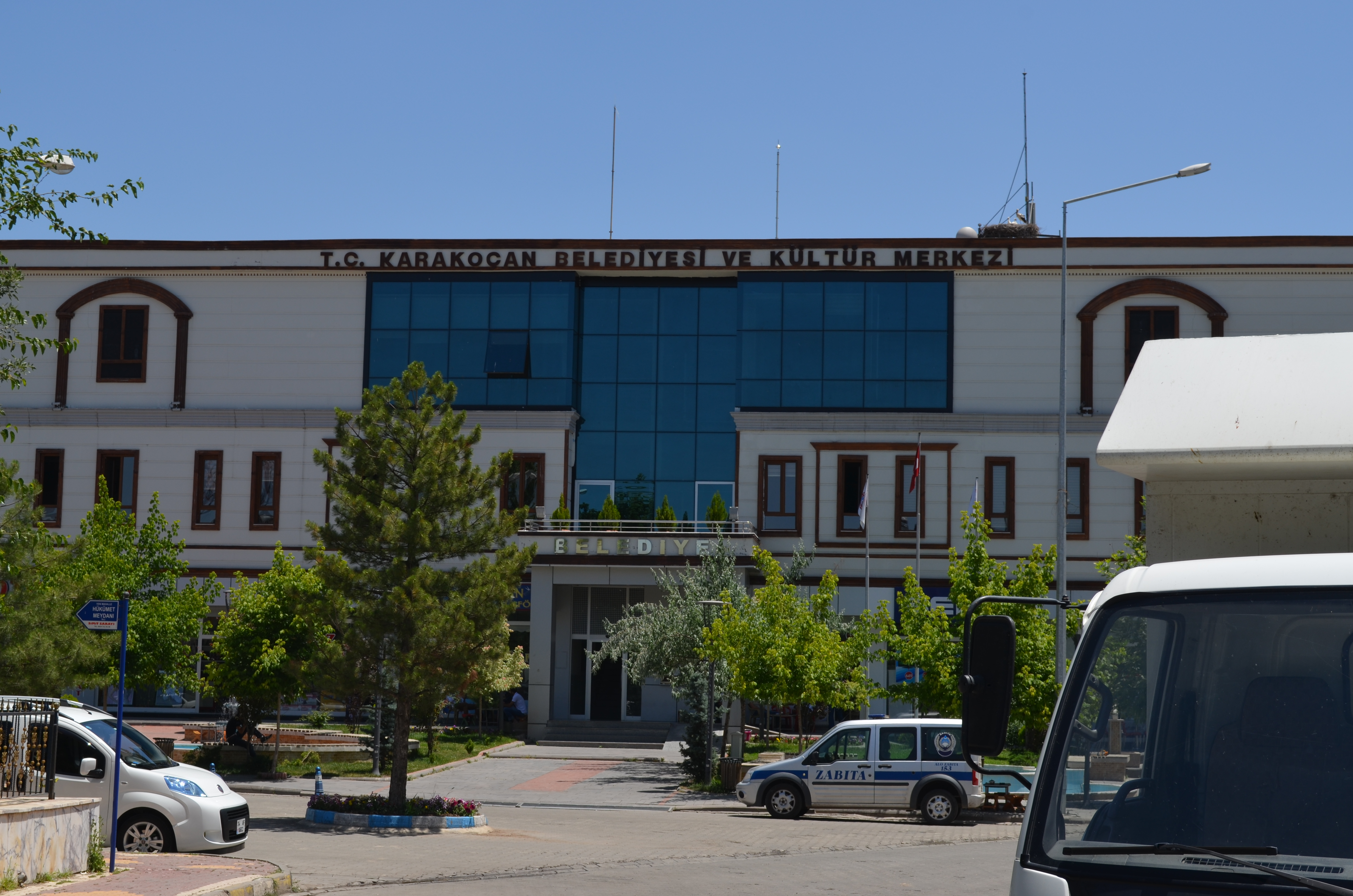
Gebäude der Stadtverwaltung
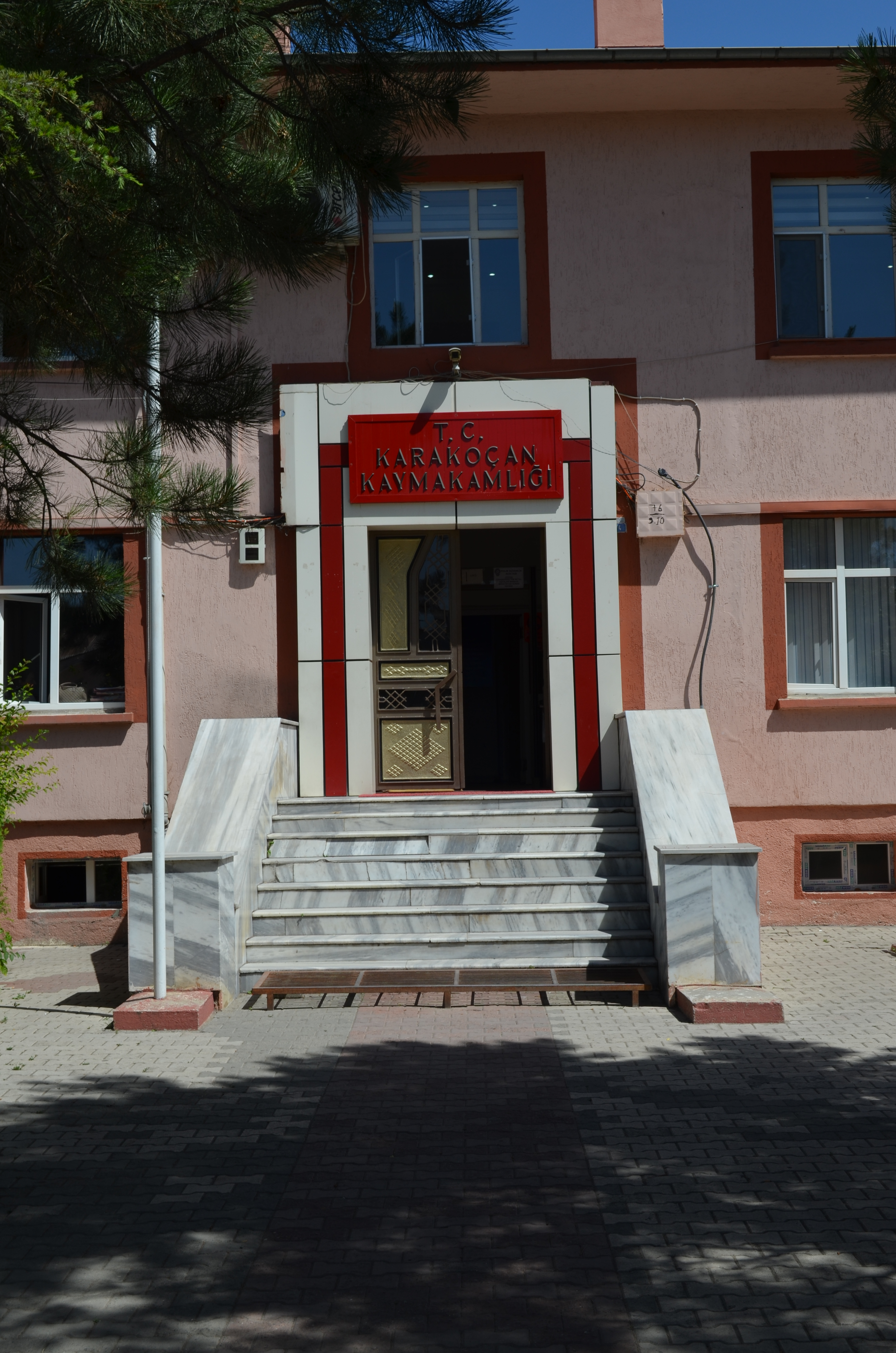
Eingang zum Kaymakamlik der Stadt
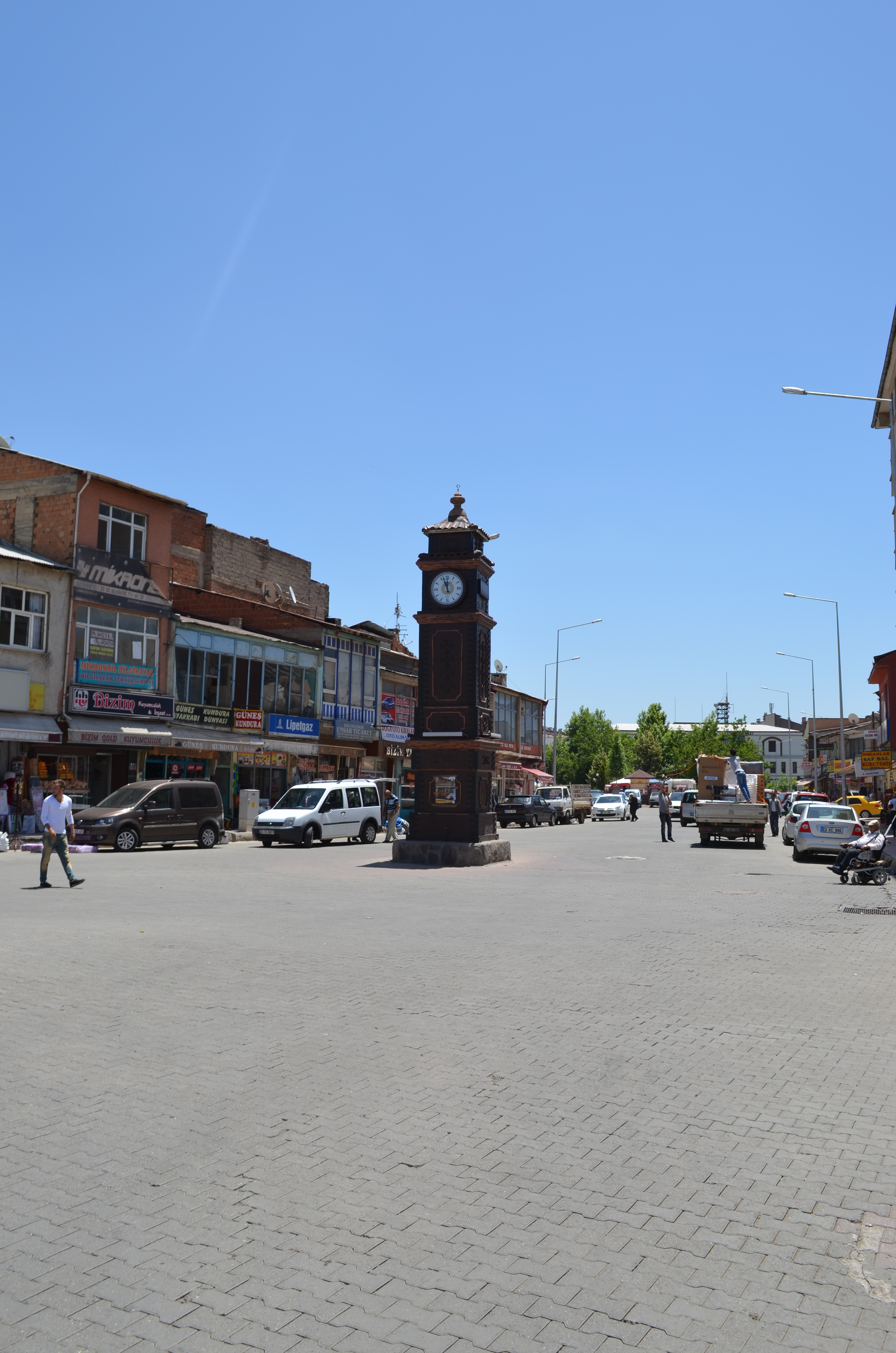
Uhrturm am zentralen Kreisverkehr der Innenstadt

## Persönlichkeiten
- Hüzeyfe Doğan (* 1981), Fußballtrainer und ehemaliger -spieler
- Mazlum Doğan (1955–1982), hochrangiger PKK-Kader und Mitglied des Zentralkomitees der PKK
- Yüksel Yavuz (* 1964), Autorenfilmer
- Kesire Yıldırım (* 1951), Gründungsmitglied der PKK